# Drohobycz (stacja kolejowa)
Drohobycz (ukr: Станція Дрогобич) – stacja kolejowa w Drohobyczu, w Obwodzie lwowski, na Ukrainie. Jest częścią Kolei Lwowskiej. 

## Historia
Stacja została otwarta w dniu 31 grudnia 1872 jako część linii kolejowej Stryj - Drohobycz - Sambor - Chyrów. Tego samego dnia została otwarta linia do Borysławia.
W 1912 roku zbudowano linię do Truskawca, co pozwoliło stać się Drohobyczowi regionalnym węzłem kolejowym.
W 1973 przeprowadzono elektryfikację stacji wraz z linią Stryj - Drohobycz - Truskawiec.
Na stacji zatrzymują się elektryczne pociągi podmiejskie i pociągi dalekobieżne. Pociągiem elektrycznym (Elektriczka) można dojechać do Lwowa, Truskawca, Stryju lub Sambora.

## Linie kolejowe
- Stryj – Sambor
- Drohobycz – Truskawiec
- Drohobycz – Borysław

## Ludzie
- Mykoła Padoch (zm. 13 stycznia 1938 w Radomiu) – naczelnik stacji[1].